# FIS Team Tour
De FIS Team Tour is een toernooi voor landenteams dat deel uitmaakt van de wereldbeker schansspringen. Het stond voor het eerst op de internationale kalender in het seizoen 2008/2009.
Met een prestigieuze schansspringtour in Duitsland, probeert de Duitse skibond het schansspringen in eigen land weer op de kaart te zetten. Na enkele moeilijke jaren met geld- en organisatieproblemen pakt Duitsland in 2009 uit met een heuse primeur: vijf wedstrijden in negen dagen en een totaal bedrag van 500.000 Zwitserse frank aan prijzengeld.
De FIS Team Tour bestaat uit vijf wedstrijden, drie individuele en twee teamwedstrijden. Alle punten die een land haalt in de teamwedstrijd tellen voor het klassement. Daarbij worden de punten van de twee beste springers per land per individuele wedstrijd opgeteld om het eindklassement te berekenen. 
De eerste editie van de FIS Team Tour stond van 6 tot en met 15 februari 2009 op het programma. De wedstrijden werden gehouden in Willingen, Klingenthal en Oberstdorf.

## Schansen
| Plaats      | Schans                       | HS    | Schansrecord                               |
| ----------- | ---------------------------- | ----- | ------------------------------------------ |
| Willingen   | Mühlenkopfschanze            | 145 m | 152 m (Janne Ahonen - 09/01/2005)          |
| Klingenthal | Vogtland Arena               | 140 m | 144 m (Gregor Schlierenzauer - 07/02/2007) |
| Oberstdorf  | Heini Klopfer Skivliegschans | 213 m | 223 m (Roar Ljøkelsøy - 07/02/2004)        |

## Erelijst
| Jaar | Eerste     | Tweede     | Derde      |
| ---- | ---------- | ---------- | ---------- |
| 2009 | Noorwegen  | Oostenrijk | Finland    |
| 2010 | Oostenrijk | Noorwegen  | Duitsland  |
| 2011 | Oostenrijk | Noorwegen  | Duitsland  |
| 2012 | Oostenrijk | Noorwegen  | Slovenië   |
| 2013 | Noorwegen  | Slovenië   | Oostenrijk |